# NGC 6318
NGC 6318 is een open sterrenhoop in het sterrenbeeld Schorpioen. Het hemelobject werd op 5 juni 1834 ontdekt door de Schotse astronoom James Dunlop.

## Synoniemen
- OCL 1004
- ESO 333-SC1